# Sidney Coleman
Pour les articles homonymes, voir Coleman.
Sidney Richard Coleman (7 mars 1937 - 18 novembre 2007), est un physicien théorique.
Il termine sa carrière comme professeur émérite à l'université Harvard et est l'auteur du classique Aspects of Symmetry, non traduit en français.

## Biographie
Coleman est élève de Murray Gell-Mann et obtient son Ph.D. en 1962 à Caltech.
Parmi les anciens étudiants de Coleman, on trouve H. David Politzer, Lee Smolin, David Griffiths, Anthony Zee, Erick Weinberg (en), Paul Steinhardt et John Hagelin.
En 1980 il devient membre de la National Academy of Sciences dans la section physique.
Dans une interview pour The Boston Globe en janvier 2008, après le décès de Coleman, le lauréat du prix Nobel de physique Sheldon Glashow a dit : « C'est un géant d'une certaine façon, parce qu'il est inconnu du grand public [...] Il n'est pas un Stephen Hawking ; il est presque invisible en-dehors. Cependant, dans la communauté des physiciens théoriques, c'est une sorte de dieu majeur. C'est le physicien des physiciens. »

## Publications
- (en) Sidney Coleman, Aspects of symmetry : selected Erice lectures of Sidney Coleman, Cambridge England New York, Cambridge University Press, 1988, 402 p. (ISBN 0-521-31827-0, lire en ligne).

### Citations originales
1. ↑  (en) « He was a giant in a peculiar sense, because he's not known to the general populace [...] He's not a Stephen Hawking; he has virtually no visibility outside. But within the community of theoretical physicists, he's kind of a major god. He is the physicist's physicist. »